# لورا غور
لورا غور (بالإيطالية: Laura Gore )‏ (و. 1918 – 1957 م) هي ممثلة، من إيطاليا، توفيت في روما، عن عمر يناهز 39 عاماً.

## وصلات خارجية
- لورا غور على موقع IMDb (الإنجليزية)
- لورا غور على موقع ألو سيني (الفرنسية)
- لورا غور على موقع أول موفي (الإنجليزية)
- لورا غور على موقع قاعدة بيانات الأفلام السويدية (السويدية)
- لورا غور على موقع قاعدة بيانات الفيلم (الإنجليزية)
- لورا غور على موقع كينوبويسك (الروسية)